# 宮城秋菜
宮城 秋菜（みやぎ あきな、1983年10月14日 - ）は、日本で活動していた女優。大阪府出身。
1994年からサントリー『京番茶』のCMに出演。同年夏の『FLASH』に掲載されたインタビュー記事によると、当時は劇団ひまわり大阪で活動中の子役であった。劇団に入ったのはその1年前で、友人が入るという話に刺激される形で自らも入団したと記されている。
ひまわり系列プロダクションの砂岡事務所所属を経て、2000年代後期には株式会社ZONEに所属していた。

## 出演

### CM
- 京番茶（サントリー、1994年 - 1995年） - 末娘・茶子 役[4]
- 全家研ポピー 中学生講座（新学社、1995年）

### テレビドラマ
- セカンド・チャンス（TBS、1995年） - 野田君子 役。1996年12月20日に放送された『帰ってきたセカンド・チャンス』にも同じ役で出演。
- 結婚はいかが?（NHK大阪放送局、1996年）
- あしたは晴れる（毎日放送、1997年） - 佐伯すみれ 役
- 新・部長刑事 アーバンポリス24（朝日放送、2002年） - 野口瞳 役[1]

### テレビ番組
- 上岡龍太郎がズバリ!（TBS）[1]
- 花のNEMOTO組（関西テレビ）[3]

### 映画
- 下妻物語（東宝、2004年）

## 掲載

### 雑誌
- FLASH 通巻第364号（光文社、1994年8月2日）
- TVぴあ No.190（ぴあ、1995年5月17日）
- Myojo 1995年7月号（集英社、1995年7月1日）